# Carly Gullickson
Carly Gullickson (født 26. november 1986 i Cincinnati, Ohio, USA) er en kvindelig professionel tennisspiller fra USA. 
Carly Gullickson højeste rangering på WTA single rangliste var som nummer 123, hvilket hun opnåede 20. juli 2009. I double er den bedste placering nummer 52, hvilket blev opnået 3. april 2006. 
Carly Gullickson absolutte bedste resultat var som vinder af mixed double finalen ved US Open 2009 sammen med landsmanden Travis Parrott